# Јерменија (провинција)
Јерменија (лат. Armenia) била је pимска провинција коју је за време свог освајачког похода основао цар Трајан 114. али је убрзо затим укинуо његов наследник Хадријан 118. године. Главни град провинције је био Артасхат. Обухватала је територију данашње Јерменије и источне делове Турске.